# Peromyscus keeni
Peromyscus keeni is een zoogdier uit de familie van de Cricetidae. De wetenschappelijke naam van de soort werd voor het eerst geldig gepubliceerd door Rhoades in 1894.